# Songbook Vol. 1
Songbook Vol. 1 è la prima raccolta del cantante Mika, pubblicata il 12 novembre 2013 per il solo mercato italiano.
Il disco contiene dodici brani estratti dai tre precedenti lavori del cantante, oltre a un inedito (Live Your Life) e due nuove versioni di altrettanti brani già editi e rivisitati per l'occasione (Origin of Love e Happy Ending).
Ottiene inoltre la certificazione del disco di platino, vendendo più di 60 000 copie. Il premio gli è stato consegnato durante un'intervista da parte della conduttrice del programma televisivo Le invasioni barbariche.
A marzo 2014 viene certificato triplo disco di platino per le 160 000 copie vendute.

## Tracce
1. Relax, Take It Easy – 3:41 (Mika)
2. Grace Kelly – 3:07 (Mika, Jodi Marr, John Merchant, Dan Warner)
3. Stardust (feat. Chiara) – 3:24 (Mika, Wayne Hector, Benny Benassi, Alessandro Benassi)
4. Celebrate (feat. Pharrell Williams) – 3:05 (Mika, Pharrell Williams, Benjamin Garrett)
5. We Are Golden – 3:57 (Mika)
6. Origin of Love (Single version) – 3:12 (Mika, Nick Littlemore, Paul Steel)
7. Big Girl (You Are Beautiful) – 4:06 (Mika, Jodi Marr, John Merchant, Dan Warner)
8. Rain – 3:43 (Mika, Jodi Marr)
9. Underwater – 3:09 (Mika, Nick Littlemore, Paul Steel)
10. Popular Song (feat. Ariana Grande) – 3:17 (Mika, Priscilla Renea, Mathieu Jomphe, Stephen Schwartz)
11. Blame It on the Girls – 3:33 (Mika)
12. Live Your Life – 2:57 (Mika, Jodi Marr)
13. Love Today – 3:53 (Mika)
14. Kick Ass (We Are Young) (feat. RedOne) – 3:12 (Mika, Jodi Marr, RedOne)
15. Happy Ending (Pop edit) – 3:32 (Mika)

## Classifiche
| Classifica (2013) | Posizione massima |
| ----------------- | ----------------- |
| Italia            | 1                 |